# 됫병

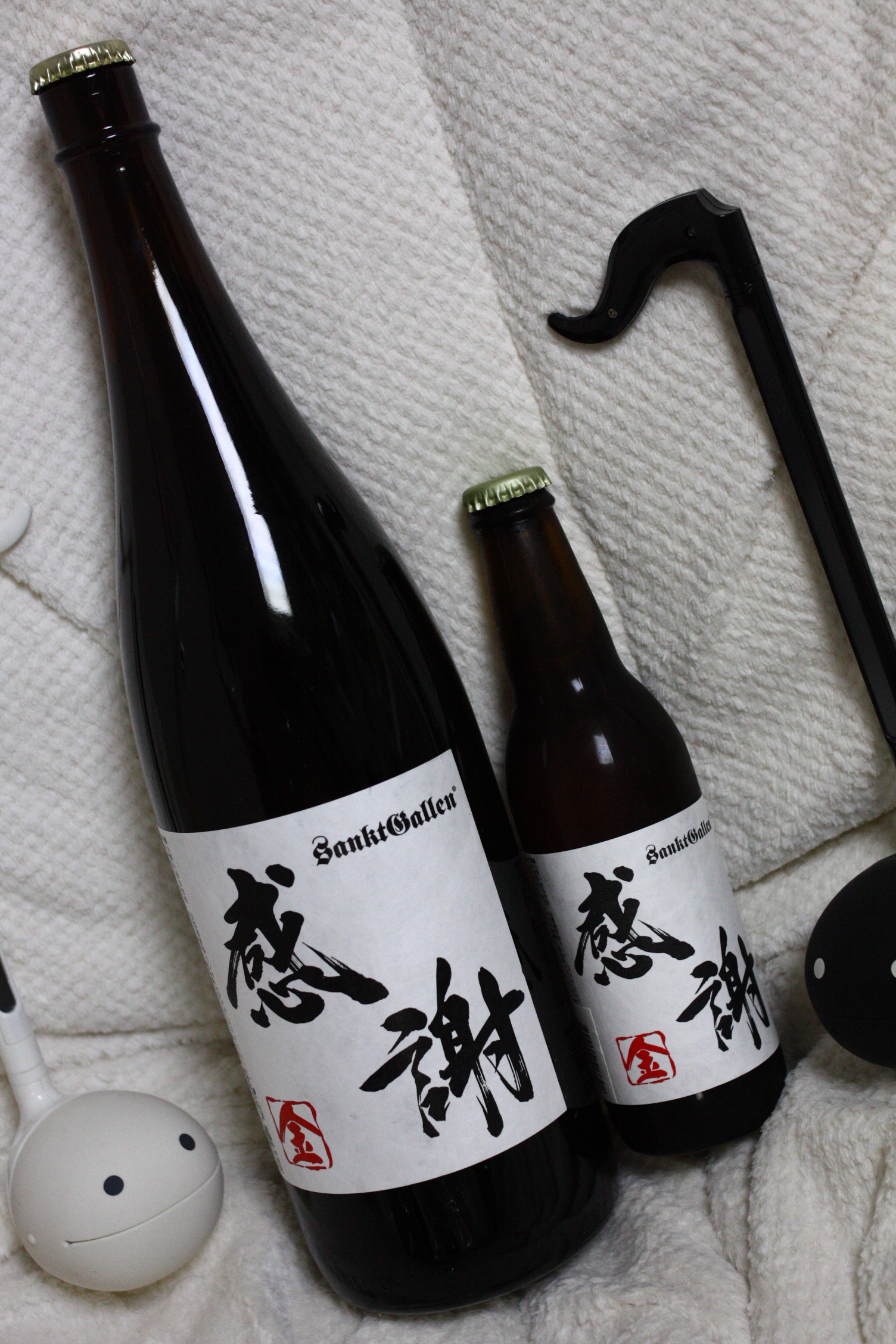
됫병(왼쪽)과 334ml 병.

됫병은 유리병을 한 되 들이로 만든 것이다. 미터법으로 1.8 리터에 상당한다.